# 陳細潔
陳細潔，BBS（1964年3月6日—），香港名媛，綽號「鯊魚妹」，為雪肌蘭天然護膚品有限公司副主席兼董事總經理及保良局主席，胞姐為劉陳小寶。2018年7月獲頒銅紫荊星章。